# 黯弄蝶
黯弄蝶（學名：C. cahira）又別名為：黑紋弄蝶，因其色澤比其他蝴蝶來的深，故取名為「黯」。分布於臺灣本島平地至低海拔地區，龜山島也曾發現。其他分布區域包括華西、華東、華南、北地度、中南半島吉尼古巴等地區。成蝶好於陰暗環境或陰天活動。黯弄蝶和變紋黯弄蝶容易混淆，分辨方式在於黯弄蝶的翅膀斑紋數量明確且穩定，而變紋黯弄蝶的斑點變異程度較大，往往會出現斑點較多或是全無斑點的個體。

## 特徵
展翅寬約3.5~4公分，雄蝶翅膀被面黑褐色，後翅沒有斑點，翅膀腹面深褐色，前翅有大小不一的7枚白色斑點，斑點位置與背面相同。

## 生態習性
一年多代，成蝶飛行快速敏捷，有訪花習性。幼蟲作筒狀巢化蛹於葉背。

## 棲地分佈
廣泛分布臺灣平地至中海拔山區，偏好出現陰暗的森林環境。

## 攝食食物
- 寄主食物:竹葉
- 蜜源:花